# Antje Draheim
Antje Draheim (* 2. November 1970 in Rostock) ist eine deutsche Politikerin (SPD). Sie war von Dezember 2021 bis Juni 2025 Staatssekretärin im Bundesministerium für Gesundheit. Davor war sie von November bis Dezember 2021 Staatssekretärin im Ministerium für Soziales, Gesundheit und Sport des Landes Mecklenburg-Vorpommern und von Juni 2019 bis November 2021 Bevollmächtigte des Landes Mecklenburg-Vorpommern beim Bund.

## Leben
Nach dem Abitur studierte Draheim Rechtswissenschaften in Potsdam und Tübingen. Dem Referendariat in Tübingen und Brüssel schloss sich das 2. Staatsexamen an. Anschließend wurde sie an der Deutschen Universität für Verwaltungswissenschaften Speyer promoviert.
Dort war sie auch als wissenschaftliche Mitarbeiterin tätig. In den Jahren 2003 bis 2012 war Draheim bei der Bundesagentur für Arbeit in Nürnberg tätig. Im Jahr 2012 wechselte sie ins Ministerium für Arbeit, Soziales und Gleichstellung des Landes Mecklenburg-Vorpommern. Nach dem Neuzuschnitt der Ministerien in Folge der Landtagswahl 2016 übernahm sie die Abteilung „Jugend und Familie“ im Ministerium für Soziales, Integration und Gleichstellung des Landes Mecklenburg-Vorpommern.
Vom 4. Juni 2019 bis November 2021 war Antje Draheim Staatssekretärin für Bundesangelegenheiten und Bevollmächtigte des Landes Mecklenburg-Vorpommern beim Bund. Sie war damit Nachfolgerin von Bettina Martin, die zur Kultusministerin ernannt wurde. Anschließend war sie vom 15. November 2021 bis Dezember 2021 Staatssekretärin im Ministerium für Soziales, Gesundheit und Sport des Landes Mecklenburg-Vorpommern. Am 8. Dezember 2021 wurde sie unter Bundesminister Karl Lauterbach zur Staatssekretärin im Bundesministerium für Gesundheit ernannt. Nach Zuge der Bildung des Kabinetts Merz schied sie im Juni 2025 aus dem Amt der Staatssekretärin aus.
Sie ist Mitglied der Tübinger Studentenverbindung Akademische Gesellschaft Stuttgardia.